# Элешкирт
Элешкирт, Алашке́рт (тур. Eleşkirt, арм. Ալաշկերտ, курд. Zêdikan; древнее название Вагаршаке́рт арм. Վաղարշակերտ) — город в иле Агры на востоке Турции. Население города в 2012 году — 11 247 человек.

## Этимология
Название города связывают с упоминавшимся в  клинописях Ванского Царства родом Анаша (или Алаша). В армянских источниках город упоминался как Вагаршакерт, позднее — как Алашкерт. С XV века турки называли город Топрахкала (земляная крепость).

## История
Алашкерт – одно из древних армянских поселений. Алашкерт существовал ещё в VIII веке до н. э. во времена Ванского Царства. Армянские источники сообщают, что город был основан во II веке н. э. царём Вагаршем I.

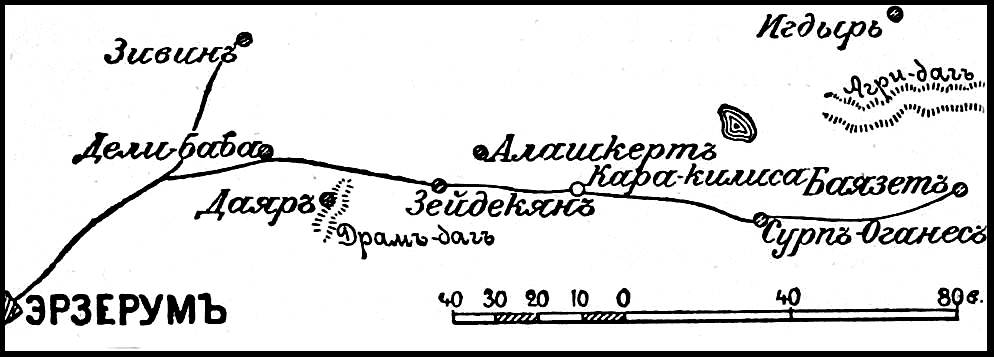
Карта из «Военной энциклопедии»

В составе Великой Армении был центром гавара Багреванд области Айрарат. До 439 года принадлежал католикосам из рода Григория Просветителя, а после смерти последнего из них — Саака Партева — переходит к Мамиконянам.

В VII веке город был захвачен арабами. В IX—XI веках входил в состав Анийского царства Багратидов, затем был завоеван турками. В начале XIII века город был освобожден князьями Закарянами, однако в том же веке был ими потерян.
В середине XVIII в. в окрестностях Алашкерта, насчитывалось свыше 360 армянских сел, в которых проживало более 90% всего населения Алашкертской долины. В 70—80-х гг. XVIII в. вследствие подстрекательской политики султанского правительства между беями Хнуса и Маназкерта велись упорные бои за Алашкерт, в результате чего большая часть армянских сел была уничтожена. Тем не менее, в начале XIX в. в гаваре оставалось свыше 80 армянских сел.
В XIX—начале XX века русские войска трижды (в 1828, 1877—1878, 1914 годах) брали город. Вследствие этих войн, большинство армянского населения покинуло эти земли
Еще в начале XX века в городе насчитывалось 6 армянских церквей; ныне они все уничтожены.

## Известные уроженцы
- Айкуни, Гурген Саркисович (1889−1966) — армянский поэт и политик.